# Ulf Palme
Ulf Palme (Stoccolma, 18 ottobre 1920 – Ingarö, 12 maggio 1993) è stato un attore svedese.

## Biografia
Interpretò a teatro Un tram che si chiama Desiderio (1949), L'anitra selvatica (1957), Amleto (1960); per il cinema apparve fra gli altri ne La notte del piacere (1951) e in Barabbas (1953).

## Vita privata
Cugino del primo ministro svedese Olof Palme, dall'unione con l'attrice italiana Anna Maria Larussa, ebbe una figlia, Beatrice Palme, diventata anche lei attrice.

## Filmografia parziale
- Rose nere (Svarta rosor), regia di Rune Carlsten (1945)
- Sangue ribelle (Driver dagg faller regn), regia di Gustav Edgren (1946)
- La banda della città vecchia (Medan staden sover), regia di Lars-Eric Kjellgren (1950)
- Ciò non accadrebbe qui (Sånt händer inte här), regia di Ingmar Bergman (1950)
- La notte del piacere (Fröken Julie), regia di Alf Sjöberg (1951)
- Barabba, regia di Alf Sjoberg (1953)
- Sogni di donna (Kvinnodröm), regia di Ingmar Bergman (1955)
- La strega (La Sorcière), regia di André Michel (1955)
- Angeli alla sbarra (Domaren), regia di Alf Sjoberg (1960)
- Il falso traditore (The Counterfeit Traitor), regia di George Seaton (1962)
- Il diavolo, regia di Gian Luigi Polidoro (1963)
- Questa è la tua vita (Här har du ditt liv), regia di Jan Troell (1966)
- Heja Roland!, regia di Bo Widerberg (1966)
- Le ragazze (Flickorna), regia di Mai Zetterling (1968)
- Doctor Glas (Doktor Glas), regia di Mai Zetterling (1968)